# The Cure (film 1913 Castle)
The Cure è un cortometraggio muto del 1913 diretto da James W. Castle e da Ned Finley.

## Produzione
Il film fu prodotto dalla Vitagraph Company of America.

## Distribuzione
Distribuito dalla General Film Company, il film - un cortometraggio in una bobina - uscì nelle sale cinematografiche statunitensi il 27 novembre 1913.